# Agriphila selasella
Agriphila selasella là một loài bướm đêm thuộc họ Crambidae. Nó được tìm thấy ở châu Âu.
Sải cánh dài ca. 26 mm. Con trưởng thành bay từ tháng 7 đến tháng 8 tùy theo địa điểm.
Ấu trùng ăn nhiều loại cỏ, như Puccinellia maritima và Festuca ovina.

## Hình ảnh

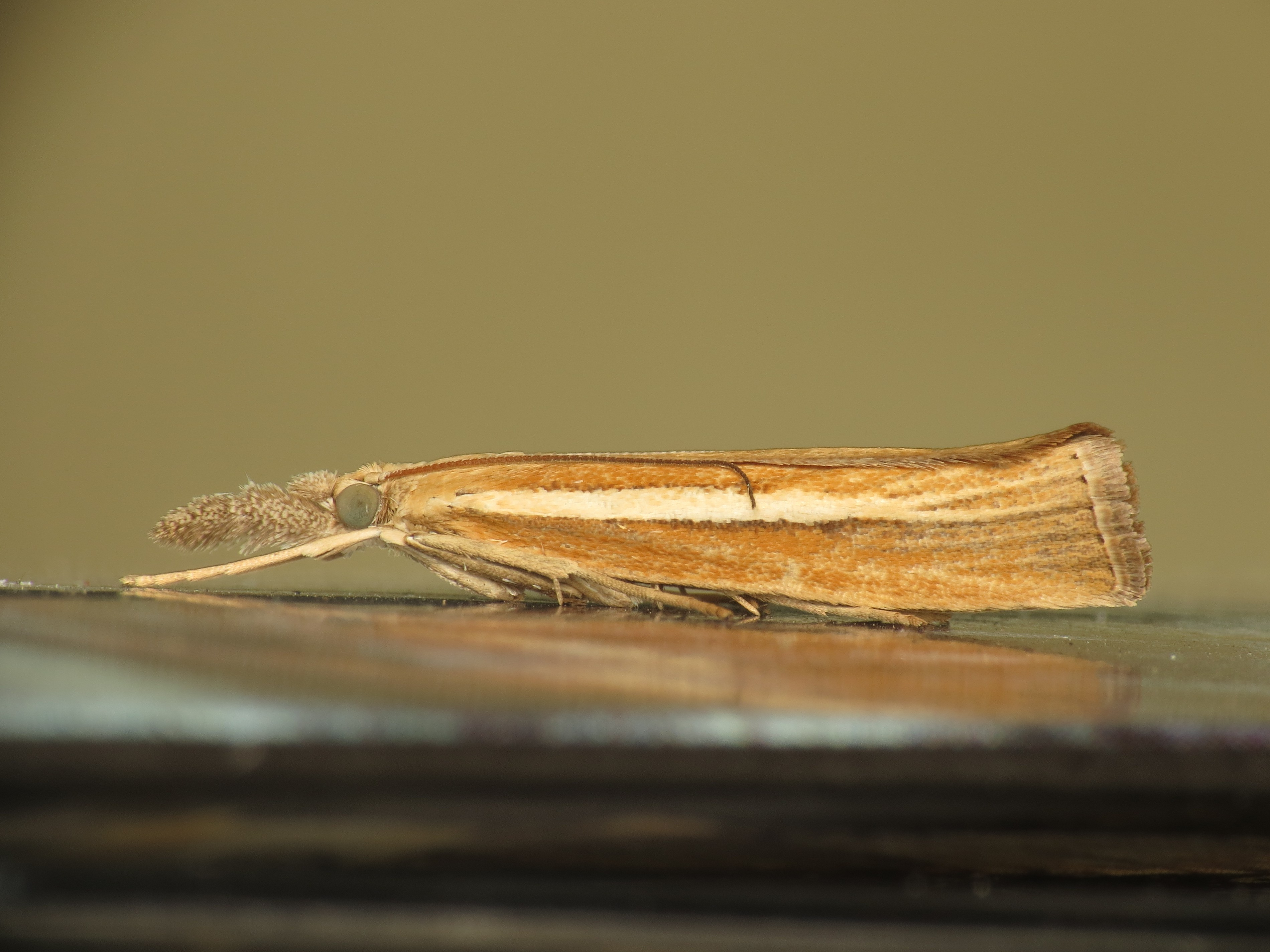
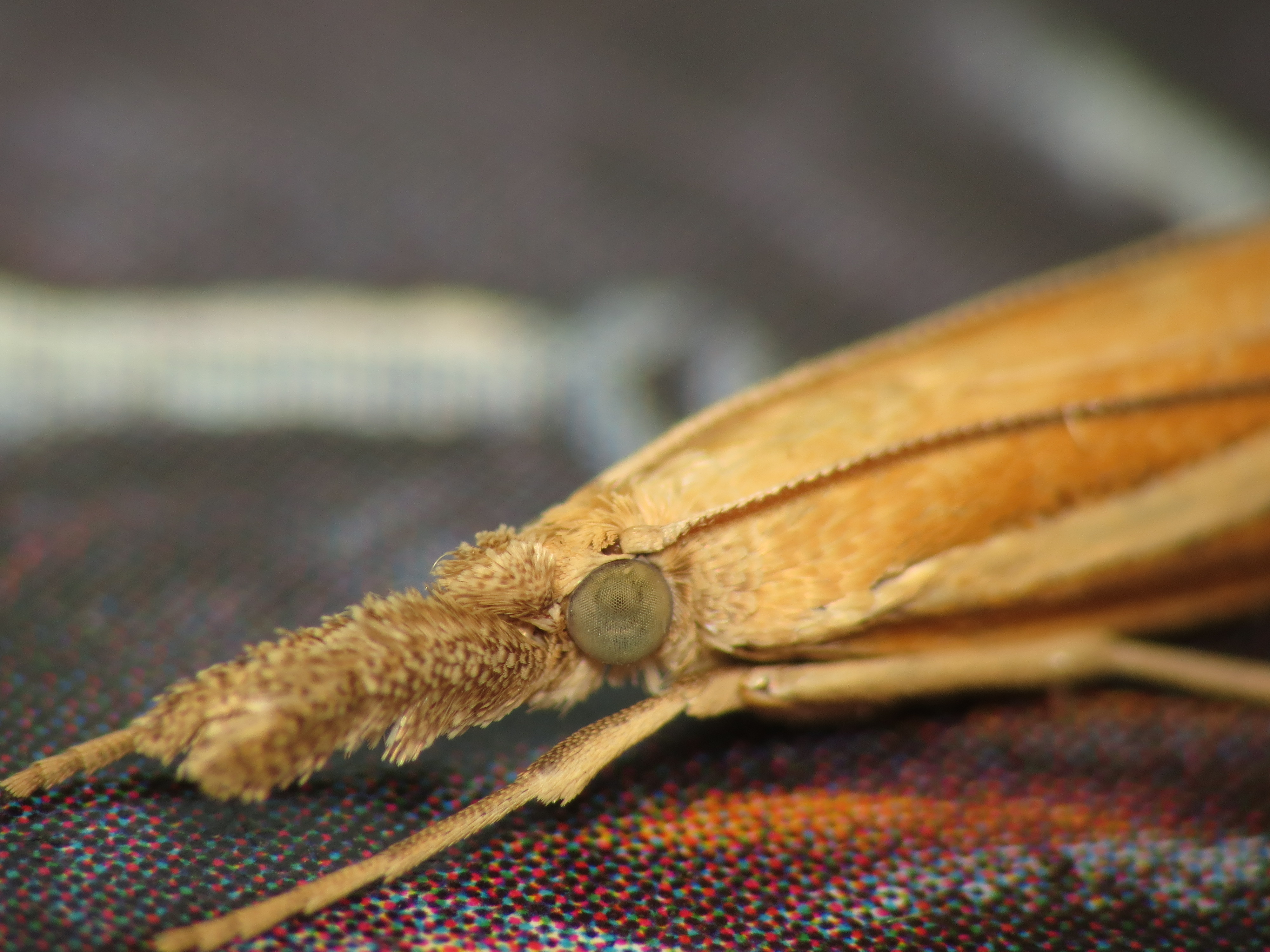
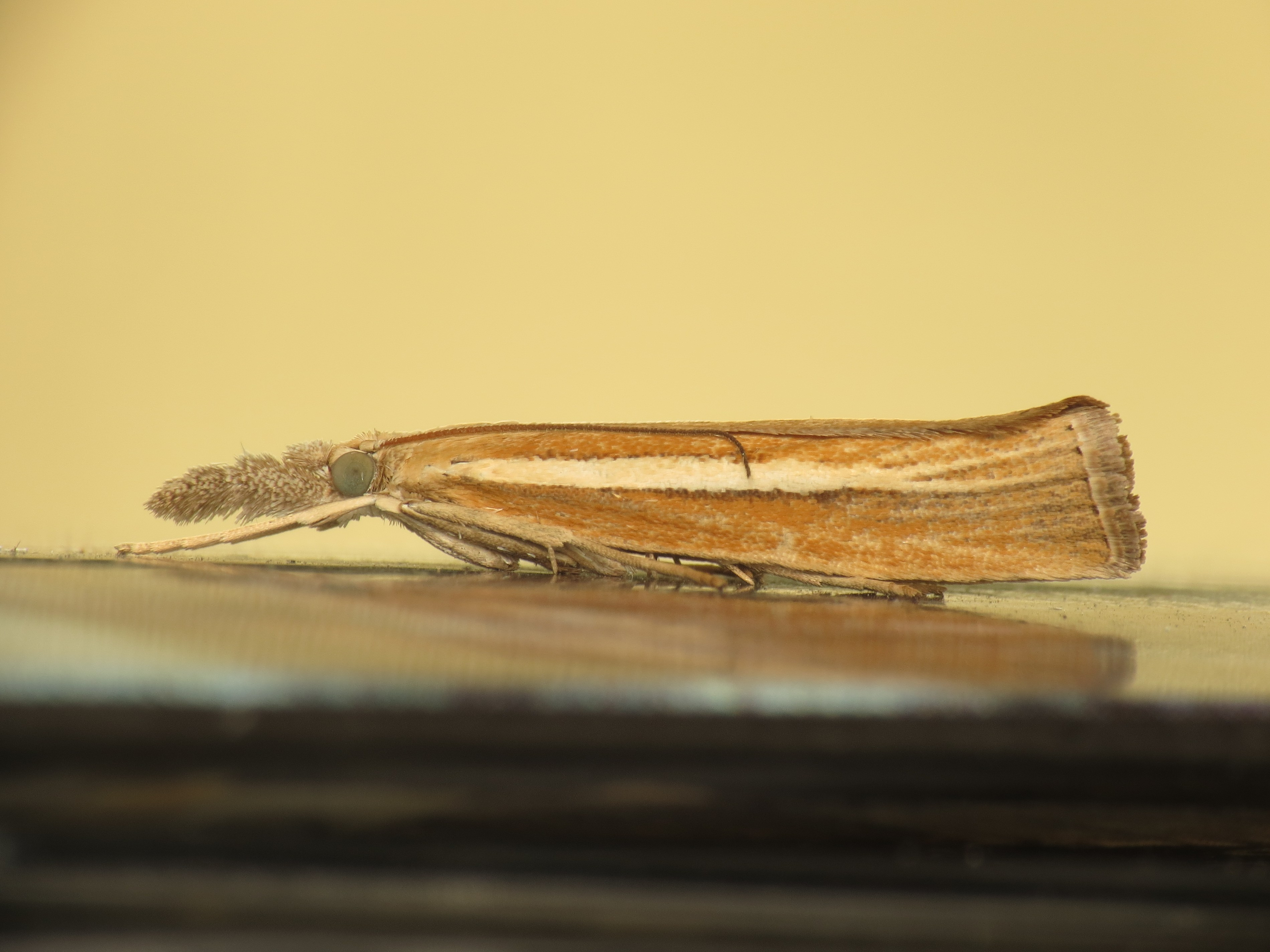